# Novoselytsia (huyện)
Huyện Novoselytsia (tiếng Ukraina: Новоселицький район, chuyển tự: Novoselytsias’kyi raion) là một huyện của tỉnh Chernivtsi thuộc Ukraina. Huyện Novoselytsia có diện tích 738 km², dân số theo điều tra dân số ngày 5 tháng 12 năm 2001 là 87454 người với mật độ 119 người/km2. Trung tâm huyện nằm ở Novoselytsia.